# Sazan-sziget
A Sazan-sziget (albánul: Ishulli i Sazanit, olaszul: Saseno) 5,7 km²-es területű sziget Albánia délnyugati részén, az Adriai- és a Jón-tenger találkozásánál, a Vlorai-öböl bejáratánál. A sziget 2016-ig elzárt katonai terület volt, állandó lakossága nincsen. Partvidékének egy része 2010 óta a Karaburun–Sazan Tengeri Nemzeti Park oltalma alatt áll.

## Története
Az ókorban Saso néven ismert sziget stratégiailag kedvező fekvésénél fogva a középkor során került az egymással viszálykodó balkáni hatalmak látóterébe. Évszázadokon keresztül a Velencei Köztársaság birtoka volt, majd a napóleoni háborúkat követően, 1815-től brit protektorátus alatt a Jón-szigeteki Egyesült Államok része lett. 1864-ben Görögország része lett.
A sziget története során jellemzően lakatlan volt, de kisebb épületmaradványok arra utalnak, hogy koronként a görögkeletiek kultikus helye lehetett, amelyet időnként ideiglenesen be is népesítettek. Emellett ismert, hogy a Dukat vidékiek legeltetőhelyül is használták.
Az első Balkán-háború kitörésekor, 1912. december 4-én a Görög Királyság hadserege foglalta el a szigetet, hogy blokád alá vonják a vlorai albán kormányt, egyúttal elvágták az albán fővárost Olaszországgal összekötő tenger alatti távíróvezetékeket is. A háború lezárultával, 1913 augusztusában Olaszország és az Osztrák–Magyar Monarchia nyomására Görögország evakuálta Dél-Albániát, beleértve az Albániának ítélt Sazan szigetét is. Az olasz csapatok azonban kevéssel később, 1914. október 30-án megszállták a szigetet és a közeli Vlora kikötőjét, ahol katonai parancsnokságot hoztak létre (december 26-án a várost is elfoglalták). 1915. április 26-án a korábban, március 4-én titokban megkötött londoni egyezményben a nagyhatalmak ratifikálták a Sazan-sziget és Vlora feletti olasz protektorátust. 1917-ben Vlorában és Sazan szigetén összesen 30 ezer olasz katona állomásozott. Az első világháborút követően, az albánok fegyveres harcok árán 1920. július 2-ára kiszorították az olaszokat Vlorából, de szeptember 2-án Albánia formálisan Olaszország használatába adta a szigetet. Az olaszok hamarosan haditengerészeti és tengeralattjáró-bázist építettek ki, s egészen a második világháborúig használták, majd 1943 szeptembere és 1944 májusa között a sziget német megszállás alatt állt. Filatéliai érdekesség, hogy 1923-ban Olaszország felülbélyegzett Sazan-szigeti bélyegeket is kibocsátott.
A második világháborús bombázásokat erősen megsínylett támaszpontott találtak az albán kommunista partizánok, amikor 1944. október 15-én elfoglalták Sazan szigetét. Az 1950-es években a Szovjetunió újjáépíttette, felszereltette és – az Orikum melletti pashalimani támaszponttal együtt – mint a Varsói Szerződés adriai haditengerészeti bázist használatba vette a szigetet. A két ország közötti diplomáciai kapcsolatok elhidegülésekor, 1960-ban Albánia ragaszkodott hozzá, hogy a Szovjetunió átadja a támaszpontot, amire Hruscsov Vlora megszállásával fenyegetőzött. A szovjet katonák 1961 áprilisában végül mégis elhagyták Sazan szigetét. Szovjet pénzügyi, katonai és technikai segítség híján azonban Albánia nem volt képes kielégítően működtetni a tengerészeti támaszpontot.

## Földrajza és élővilága
A Vlorai-öböl bejáratánál fekvő 5,7 km²-es sziget délkelet-északnyugati irányban elnyúlik, hossza 4,8, legnagyobb szélessége 2 km. A szigetet két domb alkotja, a 312 méteres déli és a 342 méter tengerszint feletti magasságú északi magaslatot egy mély völgy választja el egymástól, amelyen nyugati irányban a Xhehenem-patak (Përroi i Xhehenemit), keleti irányban pedig a Szent Miklós-patak (Përroi i Shën Kollit) vezeti le a csapadékot. A két folyócska torkolatainál a sziget két oldalát egy-egy öblöcske tagolja, a Xhehenem-öböl és a Szent Miklós-öböl. Ez utóbbiban épült fel a 20. század katonai kikötője, illetve a turisták fogadására alkalmas mai marina. A Xhehenem-öböl nevét (’Gyehenna-patak’) vélhetően onnan kapta, hogy szeles, viharos időben rendkívül veszélyes kikötési pontnak bizonyult. A sziget további két öble délkeleten a Japrak-öböl (Gjiri i Japrakut), északnyugaton pedig a Diall-öböl (Gjiri i Diallit, ’Ördög-öböl’). Míg a domblábak a nyugati oldalon meredeken ereszkednek a tengerszintig, a sziget keleti oldala lényegesen lankásabb.
A mediterrán éghajlatú sziget éves középhőmérséklete 13-15 °C körül alakul, ami júliusban a 24-25 °C-ot is eléri. A környező területekhez képest Sazan szigete csapadékban szegény, az évi átlagos csapadékmennyiség 850 mm. Ezt magyarázhatja a széljárásoknak való kitettsége: a nyugati, északi és délnyugati uralkodó szelek átlagos sebessége 25-45 km/h között alakul.
A szigetet borító növénytakaró főbb fafajai az aleppói fenyő, a magyaltölgy és a nagypikkelyű tölgy, de  80-120 méteres tengerszint feletti magasság felett az erős szélnek kitett hegyoldalban leginkább csak macchiabozótos található. Faunája szintén szegényes, a sziget egyetlen emlősállata az üregi nyúl, a hüllők közül a zöld gyík, a páncélos seltopuzik, a görög teknős, a balkáni haragossikló és a keleti gyíkászkígyó említhető. Ugyanakkor madárkolóniája jelentős, a sziget költőhelye a szirti galambnak és a dankasirálynak, emellett nagy számban élnek itt héják, uhuk, tengelicek, pásztormadarak, seregélyek, bajszos poszáták, kék kövirigók, kövi verebek és küszvágó csérek.
A 2010-ben létesített Karaburun–Sazan Tengeri Nemzeti Park – a Rrëza e Kanalit és a Karaburun-félsziget mellett – a Sazan-sziget part menti vízi élőhelyeinek és természeti értékeinek oltalmát is biztosítja. A partoktól mért mintegy 1,9 kilométeres sávban a szigetet – északkeleti partja, a Szent Miklós-öböl kivételével – övező nemzetipark-rész területe 2722 hektár. A part menti élővilág mellett a Sazan kiemelt természeti értékei az Ördögtorok-korallzátony (Bariera Koralore e Grykës së Diallit), a sziget északi részén pedig a Sazani-szirt (Faleza e Sazanit).

## Idegenforgalma
A Sazan-sziget napjainkban is az albán hadsereg tulajdona, de az olasz vámhatóság is használja, innen csapnak le az Olaszországból vízi úton kereskedelmi cikkeket, fegyvert, drogot csempésző bandákra. A sziget ily módon ma még elzárt, de albán kormányszinten többször felvetődött már annak lehetősége, hogy Sazanon turistaparadicsomot alakítsanak ki hotelekkel, éttermekkel, kaszinóval, haditengerészeti múzeummal.
2017-től kezdve májustól októberig megengedik turisták rövid idejű látogatását a szigetre (ezt az albán védelmi miniszter, Mimi Kodheli jelentette ki), amin számtalan bunker és folyosórendszer található, közülük sok a hidegháború idejéből származik. Arról egyelőre nincs információ, a turisták hogyan fogják megközelíteni a szigetet, illetve kik fogják vezetni a túrákat. 2015-ben már beengedtek egy turistacsoportot, akik kedvet éreztek a kalandturizmushoz. A sziget 2017-ben még nem biztosít áramot és ivóvizet. A katonai bázis azonban az albán kommunista rezsim alatt akár 3000 katonát is befogadott.
2017 óta Vlorából és Radhimából menetrend szerinti vagy bérhajókkal korlátozottan látogatható a sziget, öbleinek strandjai, emellett merülőhelyeket alakítottak ki a sziget partvidékének több pontján, köztük az Ördögtorok-korallzátonynál.